# Crédito Agrícola
O Grupo Crédito Agrícola (CA) é um grupo financeiro de âmbito nacional português, integrado por um vasto número de bancos locais – Caixas Agrícolas – e por empresas especializadas, tendo como estruturas centrais a Caixa Central de Crédito Agrícola Mútuo, instituição bancária dotada igualmente de competências de supervisão, orientação e acompanhamento das atividades das Caixas Associadas e a FENACAM, instituição de representação cooperativa e prestadora de serviços especializados ao Grupo.
Com 69 Caixas de Crédito Agrícola, detentoras de 618 Agências em todo o território nacional, mais de 430 mil Associados e mais de 1.9 milhões de Clientes, o Grupo Crédito Agrícola é um dos principais grupos bancários portugueses.

## História
A raiz histórica das Caixas de Crédito Agrícola Mútuo pode situar-se nas Santas Casas da Misericórdia, fundadas em 1498 sob a égide da esposa de D. João II de Portugal (o Príncipe Perfeito), Rainha D. Leonor, e de Frei Miguel Contreiras, bem como nos Celeiros Comuns criados em 1576 por D. Sebastião.
Em 1778, a Santa Casa da Misericórdia de Lisboa foi a primeira a fazer empréstimos aos agricultores. Várias outras Misericórdias lhe seguiram o exemplo, levando Andrade Corvo, em 1866 e 1867, a publicar leis destinadas a transformar as Irmandades, Confrarias e Misericórdias em instituições de crédito agrícola e industrial (Bancos Agrícolas ou Misericórdias - Bancos).
Quanto aos Celeiros Comuns, fundados por iniciativa particular ou por intervenção dos reis, dos municípios ou das paróquias, eram estabelecimentos de crédito destinados a socorrer os agricultores em anos de escassa produção, adiantando-lhes as sementes por determinado juro que seria pago, tal como o empréstimo, em géneros. De registar que somente 100 anos depois apareceram instituições semelhantes na Escócia (1649) e mais de 200 anos depois na Alemanha (1765). A importância dos Celeiros Comuns foi diminuindo à medida que as taxas de juro foram aumentando, tendo-se procedido em 1862 à sua reforma com a qual se deu a substituição gradual do pagamento em géneros por pagamento em dinheiro, assimilando-os a verdadeiras instituições de crédito.
Coube ao Ministro do Fomento Brito Camacho fundar o verdadeiro Crédito Agrícola em Portugal em 1911, por Decreto de 1 de Março, para cuja implantação trabalharam conjuntamente monárquicos e republicanos uma vez que o projecto se havia iniciado ainda na vigência da Monarquia. Foi, porém, a Lei nº 215, de 1914, regulamentada em 1919 pelo Decreto nº 5219, que, num extenso articulado, definiu a actividade das Caixas de Crédito Agrícola Mútuo. Após um período inicial em que o número de Caixas de Crédito Agrícola Mútuo aumentou, graças ao esforço de inúmeros agricultores, ocorreu alguma estagnação a seguir à crise bancária da primeira metade dos anos 30, da qual resultou a imposição às Caixas da tutela da Caixa Geral de Depósitos.
Com as importantes alterações políticas ocorridas a partir de Abril de 1974, começou a surgir um movimento das Caixas existentes no sentido de se autonomizarem, expandirem a sua implantação e alargarem a sua actividade nos moldes em que o Crédito Agrícola Mútuo se desenvolvera em muitos países europeus.
Desse movimento resultou a criação, em 1978, da Federação Nacional das Caixas de Crédito Agrícola Mútuo - FENACAM - com a função de apoiar e representar, nacional e internacionalmente, as suas Associadas. Um dos principais objectivos da Federação foi conseguir a revisão da legislação aplicável ao Crédito Agrícola Mútuo, nessa altura já com mais de 60 anos de vigência. Publicou-se o Decreto-Lei nº 231/82, de cujo anexo consta um Regime Jurídico Específico para o Crédito Agrícola Mútuo, deixando as Caixas de estar sujeitas à tutela da Caixa Geral de Depósitos, e ficando prevista a constituição de uma Caixa Central com o objectivo de regular a actividade creditícia das Caixas suas associadas.
O novo regime legal abriu caminho a uma considerável expansão do Crédito Agrícola durante a década de 80. A Caixa Central foi criada em 20 de Junho de 1984.
Com a finalidade de assegurar a solvabilidade do sistema, foi instituído, em 1987, pelo Decreto-Lei nº 182/87, o Fundo de Garantia do Crédito Agrícola Mútuo (FGCAM) em que participam hoje todas as Caixas Associadas.
Atendendo à necessidade de reflectir legislativamente as transformações que o Crédito Agrícola atravessara nos últimos anos e de o adaptar às orientações do Direito Comunitário, chegar-se-á a um novo regime jurídico do CAM, aprovado pelo Decreto-Lei nº 24/91, de 11 de Janeiro.
Esse diploma fez adoptar para o Crédito Agrícola um modelo organizativo, assente no conjunto formado pela Caixa Central e pelas suas associadas, o qual se denomina "Sistema Integrado do Crédito Agrícola Mútuo" (SICAM). A Caixa Central passou a ter funções e poderes em matéria de orientação, fiscalização e representação financeira do SICAM, e estabeleceu-se um regime de co-responsabilidade entre ela e as suas associadas, de modo que a supervisão da solvabilidade e liquidez é feita com base em contas consolidadas.
A definição de um exigente quadro de constituição e de funcionamento das Caixas de Crédito Agrícola Mútuo, (CCAM), assim como o reforço dos fundos próprios estabelecidos no novo diploma, pôs termo à responsabilidade solidária ilimitada dos sócios das CCAM, tendo o seu capital mínimo passado para 2.493.989,49 €, embora para aquelas que façam parte do SICAM esse limite tenha sido fixado em 49.879,79 €. O âmbito das operações activas das CCAM foi também alargado, passando a abranger actividades ligadas à transformação, conservação, transporte e comercialização de produtos agrícolas, fabricação e comercialização de bens de capital e à prestação de serviços. À Caixa Central foi atribuído um estatuto de instituição especial de crédito, embora com funções próximas dos bancos comerciais. Desta forma se tentou conseguir uma atenuação da concentração sectorial do crédito concedido, sem conduzir à descaracterização da natureza e das finalidades do Crédito Agrícola.
Procedeu-se também à instituição da figura do Contrato de Agência, que conferiu às CCAM a capacidade de intermediar operações que lhes estão vedadas no seu âmbito normal de actividade, em representação da Caixa Central.
O Decreto-Lei nº 230/95, de 12 de Setembro, veio alterar o Regime Jurídico de 1991. As alterações introduzidas por este diploma, para além de alargar o âmbito associativo das Caixas, acrescentando-lhe as entidades envolvidas em outras actividades como a caça, pesca, aquicultura, turismo rural, artesanato e as indústrias extractivas, e, por consequência, o âmbito de intervenção comercial das CCAM, possibilitou à Caixa Central a realização da quase totalidade das demais operações permitidas aos bancos, fixando-lhe assim um cariz de instituição de crédito universal. Além disso, eliminou-se a proibição das Caixas distribuírem excedentes pelos seus associados e deu-se a possibilidade das reservas darem origem a títulos de capital igualmente distribuíveis pelos Associados.
Estas modificações corresponderam à evolução verificada em todos os Bancos Cooperativos dos países membros da União Europeia. O seu objetivo era que o Crédito Agrícola em Portugal evoluísse para uma situação de Banco Universal, sem se afastar da missão central de apoio à Agricultura, donde maioritariamente se recrutam os Associados do Crédito Agrícola, bem como das áreas essencialmente rurais, onde se situa a esmagadora maioria dos seus balcões.
A partir de 1998 o Crédito Agrícola assistiu a uma maior unificação entre as Caixas Associadas e a Caixa Central, com a introdução de uma única plataforma informática.